# 熊本県道112号長洲玉名線
熊本県道112号長洲玉名線（くまもとけんどう112ごう ながすたまなせん）は、熊本県玉名郡長洲町から玉名市に至る一般県道である。

## 概要
全線でJR九州鹿児島本線と並行する。

### 路線データ
- 起点：熊本県玉名郡長洲町高浜（高浜交差点、熊本県道46号荒尾長洲線交点）
- 終点：熊本県玉名市中（玉名市中交差点、熊本県道347号寺田岱明線交点）

## 歴史
- 1960年（昭和35年） - 熊本県道33号玉名長洲線および熊本県道134号清源寺高浜線が熊本県に認定される。
- 1967年（昭和42年） - 1972年（昭和47年）頃 - 清源寺高浜線の整理番号が193になる。
- 1972年（昭和47年） - 熊本県道33号玉名長洲線が路線整理され、一部が熊本県道112号岱明玉名線として熊本県に認定される。
- 1984年（昭和59年） - 熊本県道112号岱明玉名線および熊本県道193号清源寺高浜線が整理統合され、熊本県道112号長洲玉名線として熊本県に認定される。

## 地理

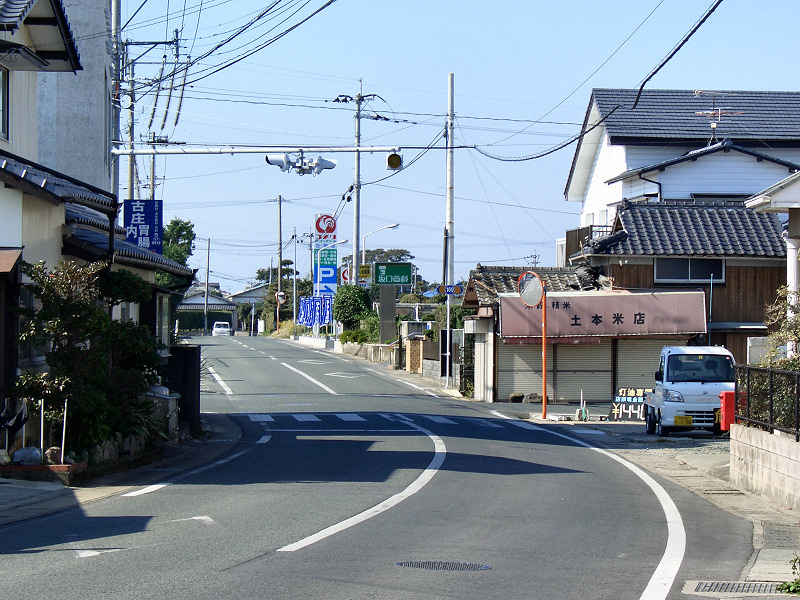
玉名市岱明町大野下、県道169号交点付近

### 通過する自治体
- 玉名郡長洲町
- 玉名市

### 交差する道路
| 交差する道路                | 市町村名 | 市町村名 | 交差する場所 | 交差する場所          |
| --------------------------- | -------- | -------- | ------------ | --------------------- |
| 熊本県道46号荒尾長洲線      | 玉名郡   | 長洲町   | 高浜         | 高浜交差点 / 起点     |
| 熊本県道169号大野下停車場線 | 玉名市   | 玉名市   | 岱明町大野下 |                       |
| 熊本県道113号玉名植木線     | 玉名市   | 玉名市   | 六田         |                       |
| 熊本県道347号寺田岱明線     | 玉名市   | 玉名市   | 中           | 玉名市中交差点 / 終点 |

### 沿線
- JR九州鹿児島本線
  - 長洲駅 - 大野下駅 - 玉名駅
- 玉名市役所 岱明総合支所